# Manhuš
Manhuš (ukrajinsky Мангуш; rusky Мангуш – Manguš) je sídlo městského typu v Doněcké oblasti na Ukrajině. V roce 2013 v něm žilo zhruba sedm a půl tisíce obyvatel.

## Poloha
Manhuš leží na potoce Mokra Bilosarajka (krátkém přítoku Azovského moře) zhruba dvacet kilometrů západně od Mariupolu a 127 kilometrů jihozápadně od Doněcku, správního střediska celé oblasti. Přes Manhuš vede dálnice M14 z Berďansku do Mariupolu.

## Dějiny
Manhuš byl založen v roce 1778 pod svým současným jménem. V letech 1946 až 1995 se ovšem jmenoval Peršotravneve (Першотравневе). Sídlem městského typu je Manhuš od roku 1969.